# Кобаяси, Акико
Профессор Акико Кобаяси (яп. 小林 昭子 Kobayashi Akiko) — японский химик, родившаяся в Токио. Она разработчица и создательница Ni(tmdt)2, первого в мире однокомпонентного молекулярного металла.

## Биография
Кобаяси родилась в 1943 году. Её мать была музыкантом, а отец — физиком. Кобаяси окончила химический факультет Токийского университета со степенью бакалавра наук в 1967 году и получила докторскую степень там же в 1972 году. Она стала научным сотрудником своей альма-матер (1972 год), доцентом (1993 год), профессором (1999 год). В 2006 году Кобаяси стала почётным профессором Токийского университета и вступила в должность в Нихонском университете.
В 2009 году она стала лауреаткой премии L’Oréal-UNESCO Awards for Women in Science «за вклад в разработку молекулярных проводников, а также в разработку и синтез однокомпонентного органического металла». Этот металл известен как «Ni(tmdt)2», где «tmdt» является сокращением от триметилентетратиафульвалентиолата. Этот органический металл обладает необычными свойствами, в том числе способностью проявлять металлические свойства при температуре всего 0,6 градуса выше абсолютного нуля. Этот материал является парамагнитным и притягивается магнитными полями почти при любой температуре ниже комнатной. Следствие работы Кобаяси — новое семейство материалов с интересными и пригодными для использования свойствами. Первое открытие Кобаяси было связано с никелем, с тех пор были созданы и изучены вариации на основе цинка и меди.
Кобаяси также была награждена Премией Кристаллографического общества Японии (1998 год) и Премией Общества сложных химических веществ (2006 год).